# Дикеарх Этолийский
Дикеарх Этолийский (др.-греч. Δικαίαρχος) — этолийский пират, живший в III—II веках до н. э.

## Биография
Как подчеркивал Баландин Р. К., хотя Этолийский союз и находился в противостоянии с Македонией, но «для пиратов подобные политические игры не имели большого значения». Во время Критской войны этолиец Дикеарх, нанятый македонским царём Филиппом V, в 204 году до н. э. был направлен вместе со всем флотом для набега на Киклады и города Геллеспонта, чтобы, по словам Полибия, «предательски ими овладеть». Бобровникова Т. А. отмечала, что так как повествование Полибия о дальнейших событиях потеряно, то детали этой «авантюры» неизвестны, но вся она, несомненно, была направлена на ослабление Родоса и усиление позиций Филиппа V на Эгейском море. Отмечается, что при этом этолийский наварх везде воздвигал святилища, посвящённые новым божествам царя: Нечестию и Беззаконию. По замечанию Латышева В. В., этот случай относится к тем, «когда люди создавали себе новых богов и учреждали их культы». Согласно свидетельству Диодора Сицилийского, Дикеарх, исполняя приказания Филиппа о поддержке критян в войне против Родоса, «разорил торговое судоходство, а также грабительскими набегами взыскивал деньги с островов».
Позднее Дикеарх после разгрома флотилии Филиппа объединёнными силами Рима и Родоса бежал в Египет. Здесь он примкнул к заговору своего соплеменника Скопаса, направленному против регента малолетнего Птолемея V Аристомена. Однако заговор был раскрыт, и после пыток и бичевания Дикеарх был казнён.